# Elița Todorova
Elița Todorova (bulgară:Елица Тодорова)(născută pe 2 septembrie 1977) este o cântăreață de folk din Bulgaria ce a reprezentat acestă țară la Concursul Muzical Eurovision 2007 la Helsinki. Ea a mai reprezentat înca odată țara la Concursul Muzical Eurovision 2013 în Malmö, alături de Stoian Iankulov.

## Carieră
Elița s-a născut în Varna. Ea a lucrat cu o serie de coruri și ansambluri muzicale(in Bulgaria și în străinătate). A participat la concerte diferite țări. Ea a primt de asemenea multe premi pentru cariera sa muzicală.
În 2003 Elița Todorova a inceput sa lucreze cu cel mai cunoscut baterist și percuționist din Bulgaria, Stoian Iankulov.

## Eurovision
- Eurovision 2007

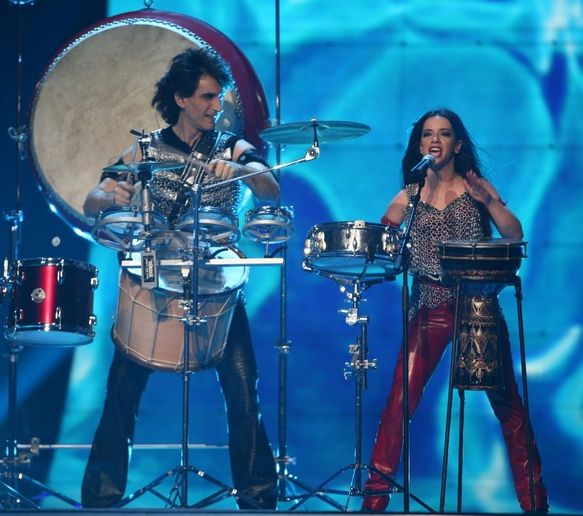
Elița Todorova & Stoian Iankulov

În 25 februarie 2007 Todorova și Stoian Iankulov au câștigat selecția bulgară cu piesa Water, și au fost aleși să reprezinte Bulgaria la ediția din 2007 a Eurovisionului.Piesa a reușit să intre în finală ,devenid astfel prima piesă bulgară care a avut astfel de performanțe.În final s-au clasat pe poziția 5.
- Eurovision 2013

Todorova si Stoian au reprezentat din nou Bulgaria la Concursul Muzical Eurovision 2013, cu piesa Samo Sampioni, de data aceasta nereusind sa se califice in finala, in Semifinala 2 obtinand locul 12 cu 45 de puncte.